# Городок (Бердичевский район)
Городо́к (укр. Городок) — село на Украине, входит в Бердичевский район Житомирской области. 
Основано в 1257 году. До 2020 года входило в Ружинский район.
Код КОАТУУ — 1825282801. Население по переписи 2001 года составляет 560 человек. Почтовый индекс — 13648. Телефонный код — 804138. Занимает площадь 1,899 км².

## Адрес местного совета
13648, Житомирская область, Ружинский р-н, с.Городок, ул.Колгоспна, 18